# كاتدرائية تورشيلو
كاتدرائية سانتا ماريا أسونتا (كنيسة سانتا ماريا أسونتا) هي كنيسة بازيليكية في جزيرة تورشيلو، البندقية شمال إيطاليا، وهي مثال بارز على العمارة الباليوكريستية المتأخرة وتعد أقدم الصروح الدينية في فينيتو، وتحتوي على أقدم الفسيفساء في منطقة البندقية.

## تاريخ
وفقًا لنقش قديم تم تأسيسه من قبل اكسرك إسحاق رافينا في عام 639، عندما كانت تورشيلو لا تزال منافسًا للمستوطنة الشابة المجاورة في البندقية.
يُعتقد أن الكنيسة الأصلية كانت تحتوي على صحن به ممر واحد على كل جانب وحنية واحدة على الجدار الشرقي للكاتدرائية، حيث من الصعب معرفة شكل الكنيسة الأصلية لأن القليل جدًا منها نجا من التجديدات اللاحقة، بقي الكثير من مخطط الكنيسة الأصلية على قيد الحياة لأن شكلها الحالي مشابه جدًا للنسخة الأصلية ولكن الأجزاء المادية الوحيدة الباقية هي جدار الحنية المركزي وجزء من المعمودية الذي بقي كجزء من واجهة الكنيسة الحالية.
تم إجراء التجديدات الأولى في عام 864 تحت إشراف الأسقف أديوداتوس الثاني،  في هذا التجديد تم بناء اثنين من الممرات التي تظهر اليوم، كما تم إنشاء السنثرونون الذي يملأ الحنية المركزية ووضع القبو تحته. بعد هذا التجديد كانت الكاتدرائية ستشبه الكاتدرائية الحالية أكثر مما كانت ستشبه الكنيسة الأصلية، لكن لم تظهر الكاتدرائية حتى بعد التجديد الرئيسي الثاني والأخير حتى تبدو مشابهة جدًا لتصميمها الحالي.

تم تكريس التجديد الأخير في عهد الأسقف أورسو أورسيولو، الذي كان والده بيترو أورسيولو الثاني هو دوج البندقية في ذلك الوقت، في عام 1008، مع هذا التجديد رفع أورسيولو صحن الكنيسة، وأضاف النوافذ إلى الجدار الغربي، وأنشأ الرواق الذي يمتد على طول صحن الكنيسة على كلا الجانبين يفصله عن الممرات ويساعد في دعم الكنيسة.

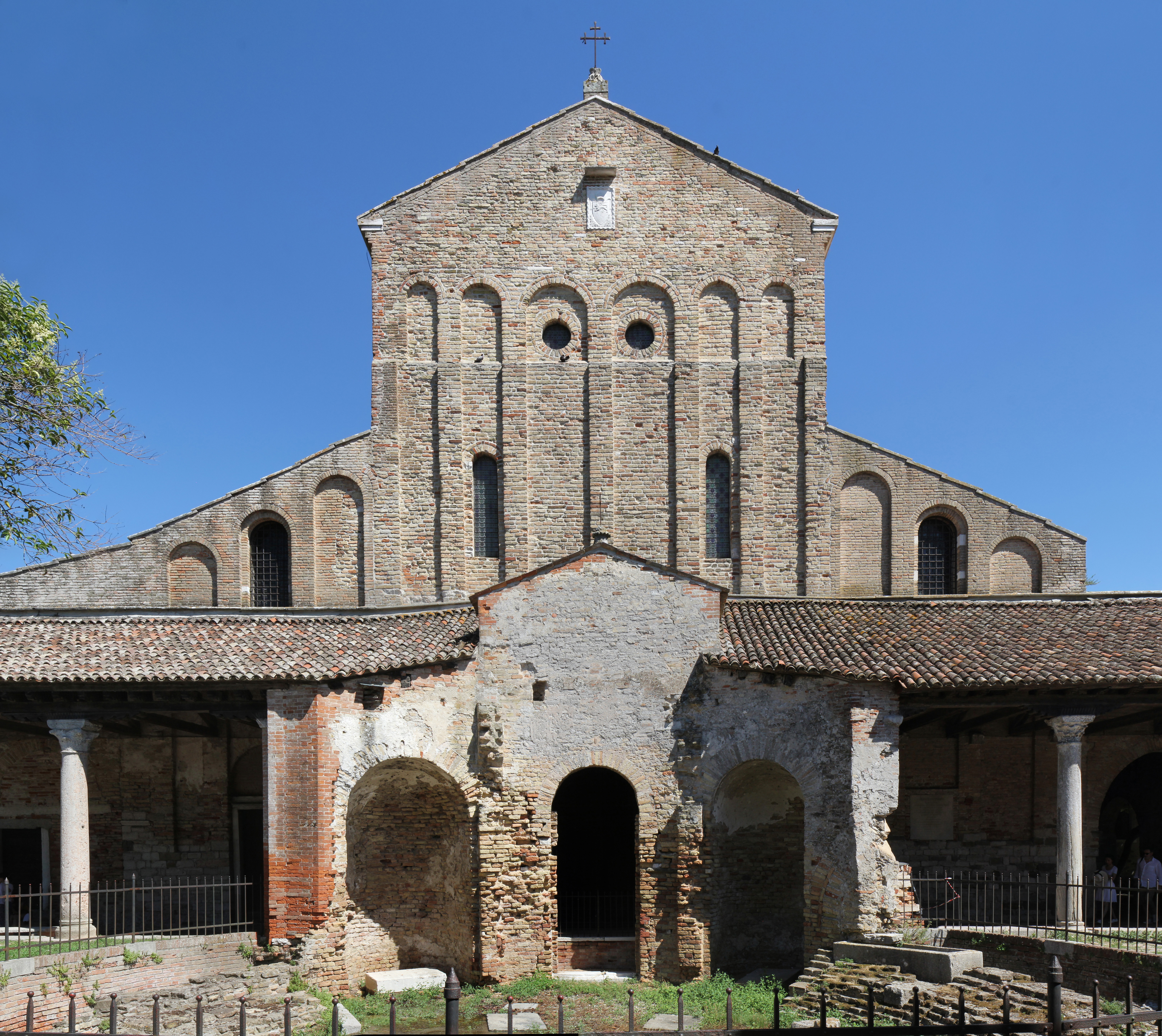
كاتدرائية سانتا ماريا أسونتا، تورشيلو

## العمارة
يسبق الواجهة رواق تم إلحاقه مرة بمعمودية القرن السابع، ولم يتبق منه سوى آثار على جانبها الشهادة المكرسة لسانتا فوسكا، يعود تاريخ برج الجرس إلى القرن الحادي عشر، كما تم في الأصل ضم قصر المطران و تحتوي الواجهة على 12 عمودًا شبه متصل بواسطة أقواس في الأعلى. تم توسيع نارثكس (القرن الحادي عشر) في القرن الثالث عشر في الوسط بوابة الرخام (1000).
أبرز الملامح الخارجية هي زخرفة الواجهة والرواق الأمامي، اللذين تم توسيعهما في القرن الرابع عشر.
يحتوي الداخل مع صحن وممرين على رصيف من الرخام، وعرش أساقفة ألتينو وقبر القديس هيليودوروس، أسقف ألتينو الأول. تحتوي الواجهة المضادة على فسيفساء من الدينونة العالمية وتجدر الإشارة أيضًا إلى فسيفساء تصور مادونا والطفل (من نوع هوديجيتريا) في الحنية الوسطى (القرن الحادي عشر).

## الفسيفساء

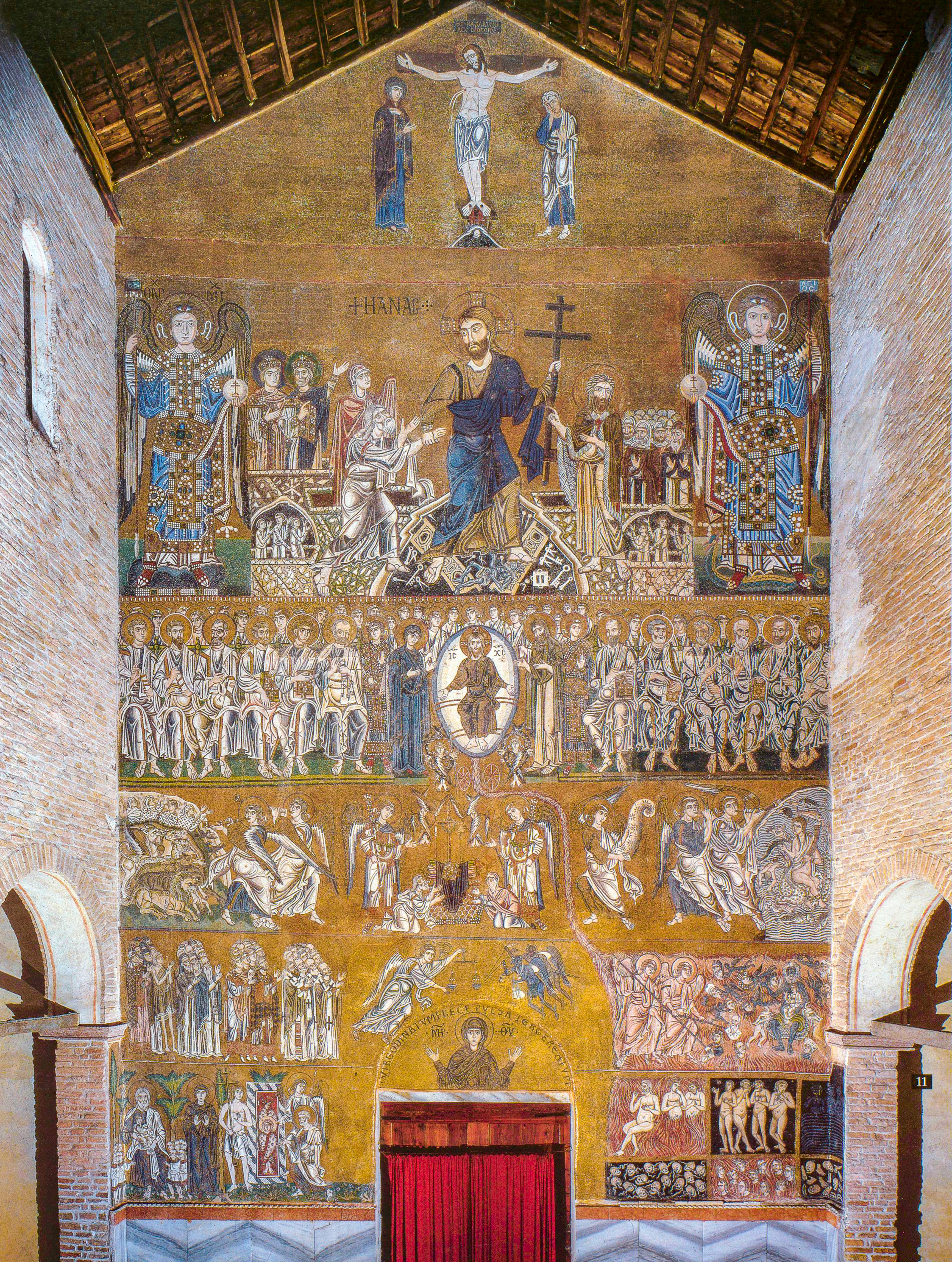
لوحة الحكم النهائي، سانتا ماريا أسونتا تورشيلو

أهم عنصر فني في الكاتدرائية هو الفسيفساء، وهي أقدم فسيفساء متبقية في حي البندقية، تحتوي الحنية الرئيسية على فسيفساء من القرن الحادي عشر للجمال الشهير للعذراء هوديجيتريا الدائمة معزولة على خلفية ذهبية ضخمة، فوق سجل للقديسين الدائمين، ويبدو أن هذه تعود إلى أواخر القرن الحادي عشر من قبل فريق من علماء الفسيفساء البيزنطيين، لكن الشخصية الرئيسية أعيدت صياغتها بعد قرن من الزلزال، بينما بقي القديسون من فترة العمل الأولى.
تم تنفيذ الجدار الغربي (فوق الباب) في هذه المرحلة الثانية: من الأعلى يحتوي على صلب في الجملون، ثم مروعة قوية للجحيم مع صورة كبيرة للمسيح، فوق يوم الدينونة بأربعة سجلات سفلية.
يتم الاحتفاظ أيضًا بجمجمة القديسة سيسيليا كإرث هنا.